# Tao of the Devil
Tao of the Devil is het elfde album van desertrocker Brant Bjork als soloartiest.
Het is ook het tweede album van Brant Bjork and the Low Desert Punk Band. Het album is opgenomen in Jalamanta Studios/Jalamanta House, Joshua Tree, CA.

## Tracklist
| Nr. | Titel            | Duur  |
| --- | ---------------- | ----- |
| 1   | The Gree Heen    | 5:41  |
| 2   | Humble Pie       | 4:39  |
| 3   | Stackt           | 3:28  |
| 4   | Luvin'           | 3:50  |
| 5   | Biker No. 2      | 4:25  |
| 6   | Dave's War       | 9:21  |
| 7   | Tao Of The Devil | 5:30  |
| 8   | Evening Jam      | 13:55 |

Alle muziek is geschreven door Brant Bjork behalve; Humble Pie en Biker No. 2 door Bubba Dupree en Dave's War door Brant Bjork en Dave Dinsmore.

## Muziekvideo's
- The Gree Hee[2]
- Stackt[2]
- Luvin'[2]

## Bandleden
- Brant Bjork - gitaar en zang
- Dave Dinsmore - basgitaar
- Bubba Dupree - gitaar
- Ryan Gut - drums

## Medewerkers
- Design – Axis
- Mastering – John McBain
- Mastering [Vinyl] – JP (48)
- Mixing – Bubba Dupree
- Opnamen – Harper Hug
- Producer - Brant Bjork, Bubba Dupree
- Brant Bjork - zang, gitaar, muziek en tekst
- Dave Dinsmore - basgitaar
- Bubba DuPree - gitaar
- Ryan Gut - drums